# 황산 구리(II)
황산 구리(黃酸구리, 영어: copper(II) sulfate, cupric sulfate)는 구리이온과 황산이온의 이온 결합 물질이다. 황산동(黃酸銅)이라고도 하며 자연 광물로서는 담반(膽礬)이라고도 한다. 구리이온이 1가인가 2가인가에 따라 황산제일구리(黃酸第一구리, 황산구리(I))와 황산제이구리(黃酸第二구리, 황산구리(II))로 나뉜다.

## 분류
황산제일구리와 황산제이구리가 있다. Cu2SO4는 황산제일구리이다. IUPAC 권장명은 황산구리(I)이며,CuSO4는 황산제이구리, 황산구리(II)라고도 한다. 푸른색의 투명한 결정으로 비중은 2.286이다. 건조한 공기 중에 두면 서서히 수분을 잃고 가루가 된다. 가열하면 45 °C에서 2분자의 물, 110 °C에서 4분자의 물, 다시 250 °C에서 모든 물분자를 잃고 무색의 무수물이 된다.

## 결정
황산구리(II)는 물분자 5개와 결정을 이룬다. CuSO4•5H2O의 형태이다. 결정은 삼사정계이다. 물분자 5개 중 4개는 구리와 직접 배위결합하기 때문에 황산구리 수화물을 CuSO4(H2O)4•H2O라고 보기도 한다.

## 용도
수용액은 구리도금 과 구리의 전기정련에 쓰이는 전해액, 에칭, 안료, 살균제(보르도 액)의 원료, 매염제, 방부제, 설탕 검출에 쓰이는 페링 액이나 베네딕트 액의 성분, 혈액 비중 검사 등에 이용된다. 무수물은 강력하게 물을 흡착하기 때문에, 알코올류의 순도 향상을 위한 탈수제로 이용된다. 또한 수용액의 용해도가 온도에 따라 크게 변화하므로 포화 수용액의 냉각에 의한 재결정이 쉽고, 결정이 아름다운 점에서 큰 결정 성장 실험이 과학 교육 실험 교재로 자주 이용된다. 살균 작용이 있어서 열대어나 해수어를 사육할 때 백점질환의 치료제로 사용되는 경우도 있다. 뷰렛 반응에 사용되기도 한다.
구리는 필수원소인데, 대부분의 음식에 포함되어 구리결핍은 일어나지 않지만, 분유에 100% 의존하는 유아는 모유 대체 식품에 구리의 첨가가 필수이며, 다른 구리염보다 수용성 높은 황산구리가 식품첨가물로 인정받고 있다.
녹조 현상의 응급처치로 CuSO4를 쓴다.

## 안전성
황산 구리를 이용할 때에는 먹거나, 마시거나, 흡연하면 안 되며 삼켰다면 입을 씻어내고 즉시 의료기관(의사)의 진찰을 받아야 한다. 흡입 또한 금지된다. 피부와의 접촉을 막기 위해 적절한 개인 보호구를 착용해야 한다. 취급 후에는 취급 부위를 철저히 씻고 피부에 묻으면 다량의 비누와 물로 씻어내고 즉시 의료기관(의사)의 진찰을 받아야 한다. 눈에 묻으면 몇 분간 물로 조심해서 계속 씻어내고 즉시 의료기관(의사)의 진찰을 받아야 하며 가능하면 콘택트 렌즈를 제거하는 것이 좋다.